# Kommunalvalget 1989
Kommunalvalget 1989 i Danmark 21. november 1989 omfattende valg til landets kommuner og amtskommuner. 

## Valgene i primærkommuner
Der var 3.999.827 stemmeberettigede vælgere i 275 kommuner, hvoraf godt 77.000 var udlændinge. Stemmeprocenten var 67,6 % hvilket var det laveste siden kommunalvalget 1974. I Københavns og Frederiksberg Kommuner var stemmeprocenten 57,8 %, og i resten af landet var valgdeltagelsen også generelt lavere i bykommuner end i omliggende landkommuner.:5 
| Parti                     | % stemmer |
| ------------------------- | --------- |
| A Socialdemokratiet       | 35,7 %    |
| B Radikale Venstre        | 2,7 %     |
| C Konservative Folkeparti | 14,6 %    |
| D Centrum-Demokraterne    | 1,5 %     |
| E Retsforbundet           | 0,1 %     |
| F Socialistisk Folkeparti | 10,0 %    |
| K Kommunisterne           | 0,6 %     |
| Q Kristeligt Folkeparti   | 1,4 %     |
| S Slesvigsk Parti         | 0,2 %     |
| V Venstre                 | 18,0 %    |
| Z Fremskridtspartiet      | 5,6 %     |
| Andre reserverede         | 1,3 %     |
| Andre                     | 8,3 %     |

Der var 2.057.739 personlige stemmer svarende til 77,1 %.:6 
1,16 % af stemmerne var ugyldige stemmer, hovedparten af disse var blanke stemmer.:7 
I alt opstillede 13.545 mænd og 6.048 kvinder i 275 kommuner.:58  Der blev valgt 3.488 mænd og 1.249 kvinder.:59 

## Valgene i amtskommuner
Der var 3.530.172 stemmeberettigede vælgere til valgene i de 14 amtskommuner.:48  Det var færre end til de kommunale valg idet Københavns og Frederiksberg Kommuner ikke tilhørte nogen amtskommune. Når man så bort fra disse to kommuner, var der lidt flere stemmeberettigede vælgere til de amtskommunale valg end til kommunalvalgene idet flere personer opfyldte kravet om bopælspligt.:8 
Stemmeprocenten var 68,8 %.:48  4,07 % af stemmerne var ugyldige, heraf 3,83 % blanke stemmer.:8 
I alt opstillede 1.954 mænd og 816 kvinder i de 14 amtskommuner.:60  Der blev valgt 264 mænd og 110 kvinder.:61 
| Parti                              | Valgte | Heraf kvinder |
| ---------------------------------- | ------ | ------------- |
| A Socialdemokratiet                | 146    | 45            |
| B Det Radikale Venstre             | 10     | 5             |
| C Det Konservative Folkeparti      | 53     | 16            |
| D Centrum-Demokraterne             | 4      | 1             |
| F Socialistisk Folkeparti          | 35     | 17            |
| G De Grønne                        | 3      | 2             |
| L Sygehusenes Bevaringsliste (Fyn) | 1      | 0             |
| Q Kristeligt Folkeparti            | 7      | 1             |
| S Slesvigsk Parti                  | 1      | 0             |
| V Venstre                          | 89     | 18            |
| Z Fremskridtspartiet               | 23     | 5             |
| Ø Ø-listen (Bornholm)              | 2      | 0             |
| I alt                              | 374    | 110           |